# تریان‌قشلاقی
تریان‌قشلاقی یکی از روستاهای استان آذربایجان شرقی است که در دهستان چاراویماق شرقی بخش شادیان شهرستان چاراویماق واقع شده‌است.این روستا ۴۶۹ نفر جمعیت دارد.